# 25 ق هـ
25 ق هـ هي السنة الخامسة والعشرون السابقة للهجرة النبوية، وهي توافق ما بين سنتي 597 و598 حسب التقويم الميلادي، أي أنها بدأت في سنة 597م وانتهت في سنة 598م.

## مواليد
- عمرو بن شأس الأسدي
- عاصم بن خليفة الضبي